# Вілла Б'янки
Вілла Б’янки — палац у Дрогобичі, пам'ятка архітектури місцевого значення, який знаходиться на вулиці Тараса Шевченка, 38.

## Історія
Збудований на початку ХХ століття. Нині цей будинок популярно називають «Вілла Б’янки», адже у творі відомого письменника та художника Бруно Шульца «Весна» згадується будинок, в якому мешкала красуня Б'янка. Цей будинок за описом і ототожнюють з цією віллою.  
Перед першою світовою війною вілла належала лікарю/промисловцю Зіману. У міжвоєнний період вілла належала Леону Гіммелю. 
У часи німецької окупації на віллі мешкав Фелікс Ляндау, керівник єврейського відділу гестапо Дрогобича від липня 1941 по травень 1943 року. 
Після другої світової війни споруду передали під дитячу лікарню, яка проіснувала до 1970-х років. Після цього тут розташовувалося гінекологічне відділення міської поліклініки. На початку 1990-х років в палаці розташувався Дрогобицький вільний інститут імені Юрія Котермака (недовговічний ВНЗ, що проіснував з 27.10.1993 по 09.09.1996). 
З 1995 році тут знаходиться експозиція Дрогобицького краєзнавчого музею, а з 2005 вілла функціонує як палац мистецтв та картинна галерея.

## Галерея

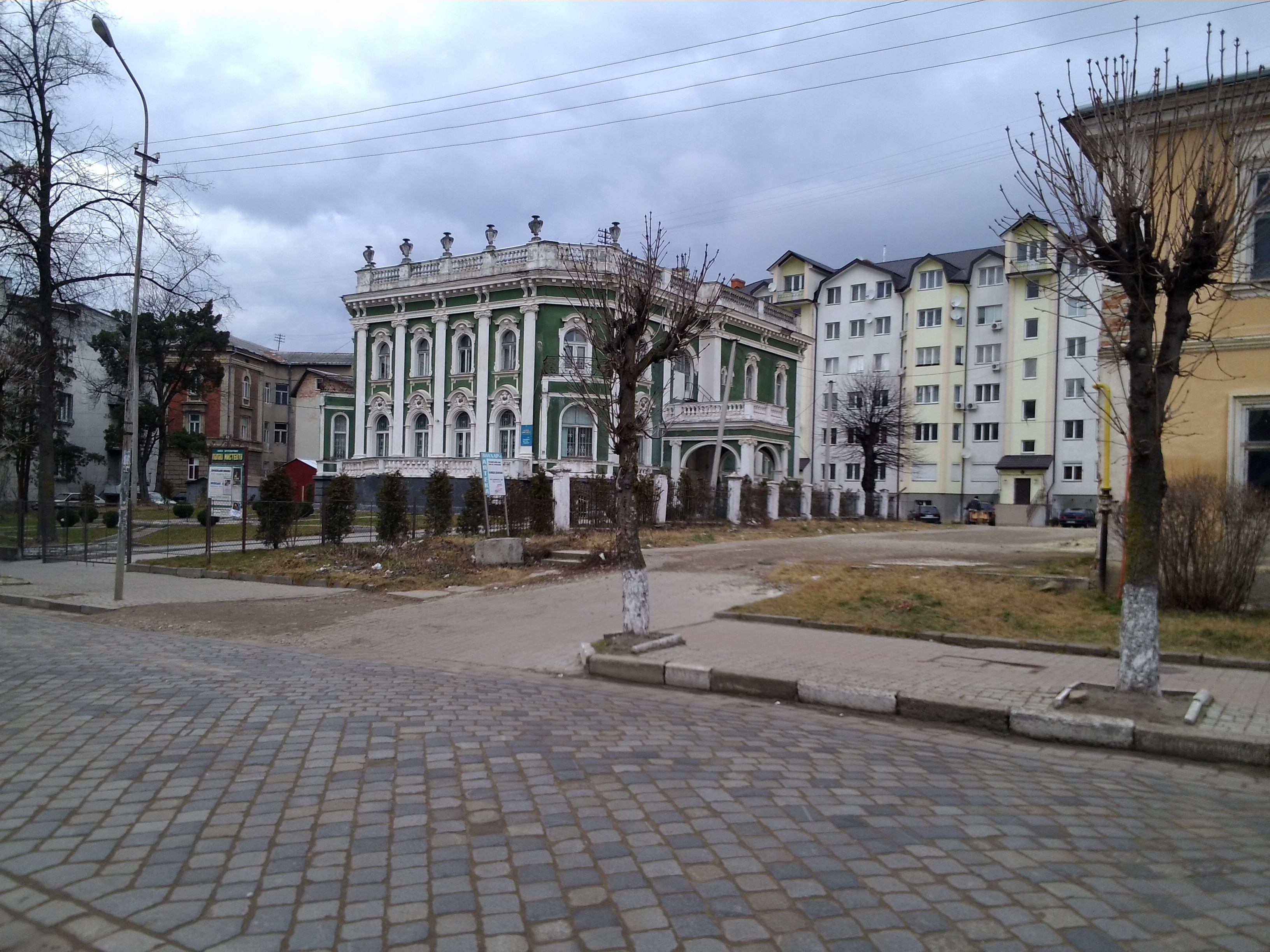
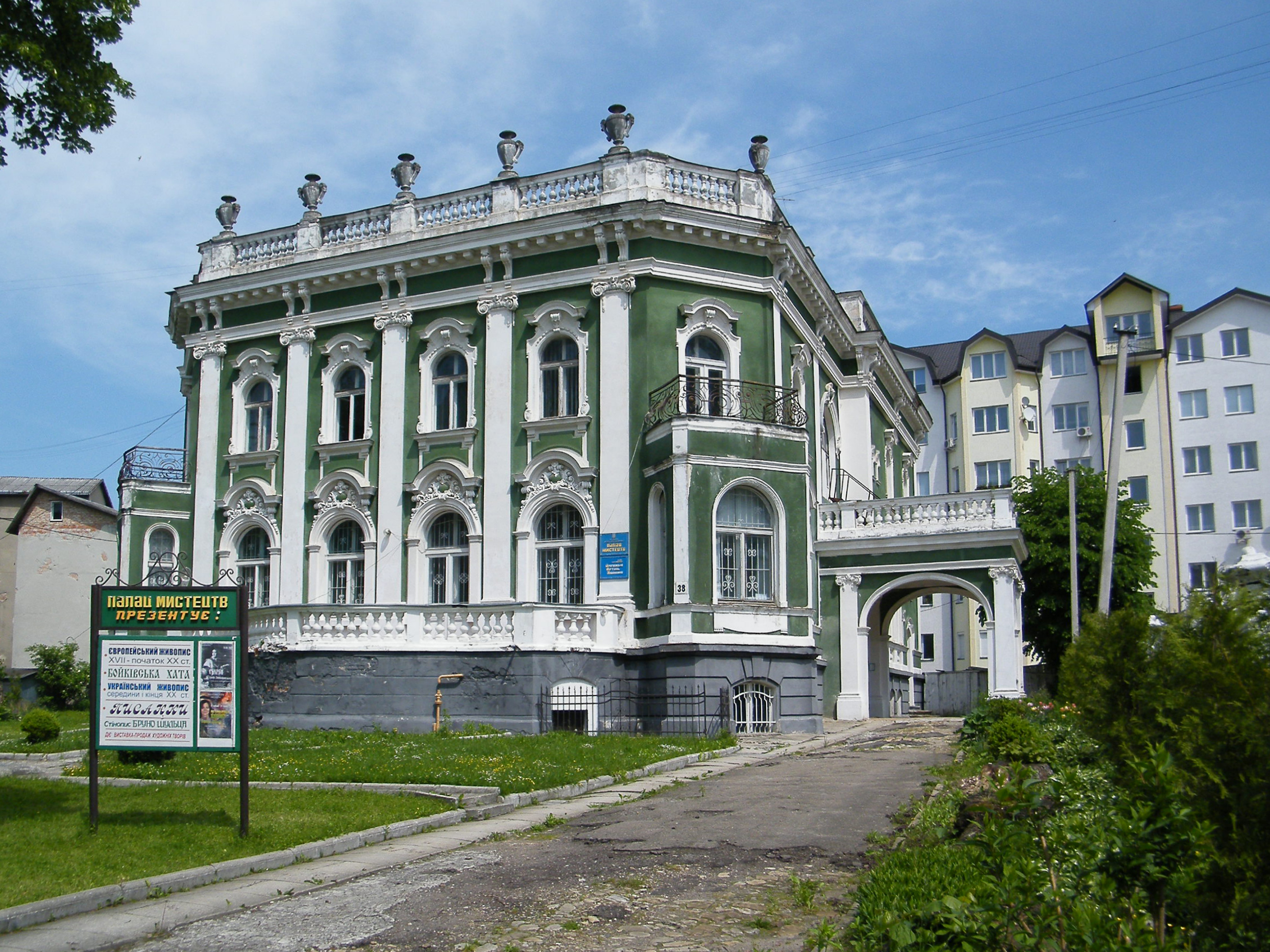
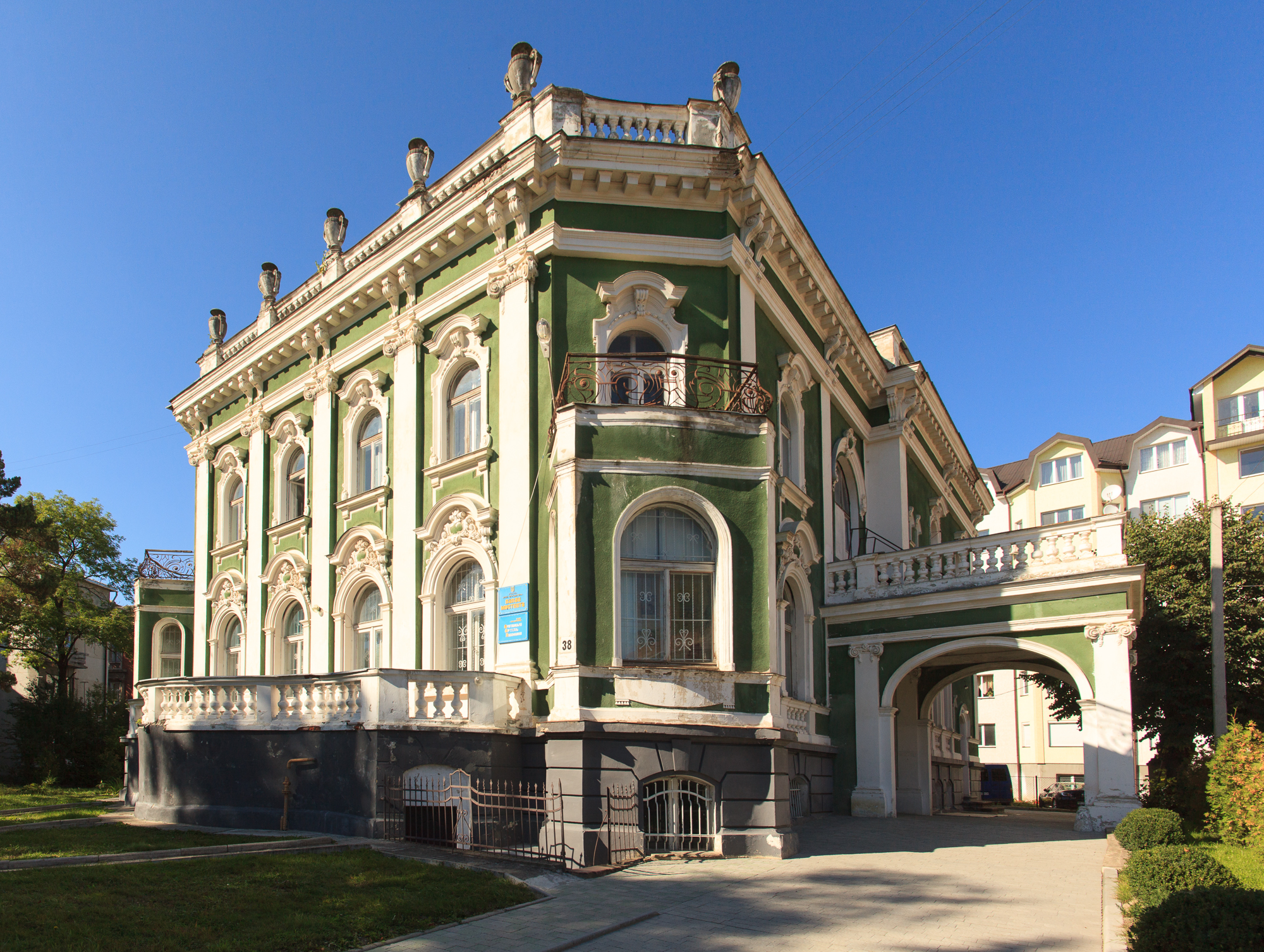